# Комишани
Комишани (на украински: Комишани) е селище от градски тип в Южна Украйна, Херсонска област. Основано е през 1801 година. Населението му е около 7254 души.